# Koto Beringin (Hamparan Rawang)
Koto Beringin is een bestuurslaag in het regentschap Sungai Penuh van de provincie Jambi, Indonesië. Koto Beringin telt 439 inwoners (volkstelling 2010).